# Lâm Trung Thủy
Lâm Trung Thủy là một xã thuộc huyện Đức Thọ, tỉnh Hà Tĩnh, Việt Nam.
Tên của xã được ghép từ tên của ba xã cũ là Đức Lâm, Đức Thủy và Trung Lễ.

## Địa lý
Xã Lâm Trung Thủy nằm ở phía đông huyện Đức Thọ, có vị trí địa lý:
- Phía đông giáp xã Thanh Bình Thịnh
- Phía tây giáp xã Tân Dân
- Phía nam giáp xã An Dũng
- Phía bắc giáp xã Bùi La Nhân.

Xã Lâm Trung Thủy có diện tích 15,02 km², dân số năm 2018 là 10.637 người, mật độ dân số đạt 708 người/km².

## Lịch sử
Địa bàn xã Lâm Trung Thủy hiện nay trước đây vốn là ba xã: Đức Lâm, Đức Thủy và Trung Lễ.
Xã Trung Lễ được đổi tên từ xã Đức Trung vào năm 1968.
Trước khi sáp nhập, xã Đức Lâm có diện tích 6,22 km², dân số là 4.800 người, mật độ dân số đạt 772 người/km², có 3 làng: Văn Lâm, Ngọc Lâm, Thượng Ích. Xã Trung Lễ có diện tích 4,05 km², dân số là 2.937 người, mật độ dân số đạt 725 người/km². Xã Đức Thủy có diện tích 4,75 km², dân số là 2.900 người, mật độ dân số đạt 611 người/km².
Ngày 21 tháng 11 năm 2019, Ủy ban Thường vụ Quốc hội ban hành Nghị quyết số 819/NQ-UBTVQH14 về việc sắp xếp các đơn vị hành chính cấp xã thuộc tỉnh Hà Tĩnh (nghị quyết có hiệu lực từ ngày 1 tháng 1 năm 2020). Theo đó, sáp nhập toàn bộ diện tích và dân số của ba xã Đức Lâm, Đức Thủy và Trung Lễ thành xã Lâm Trung Thủy.